# Liisa Kauppinenová
Liisa Kauppinenová (* 12. května 1939, Nurmo) je finská neslyšící právnička a aktivistka.

## Život
Narodila se jako slyšící dítě. Po pár letech ohluchla. Ovládá několik jazyků – finštinu, švédštinu, angličtinu, americký znakový jazyk a mezinárodní znakový systém.

## Politická kariéra
Byla ředitelkou finské asociace neslyšících. Působila jako sekretářka, viceprezidentka a poté jako první žena, která se stala prezidentkou Světové federace neslyšících v roce 1995. V čele Světové federace neslyšících stála po dvě volební období od roku 1995 do roku 2003.
Je emeritní prezidentkou Světové federace neslyšících. V roce 2013 jí byla udělena cena OSN za lidská práva.
Svůj aktivní život zasvětila boji za práva neslyšících, osob se zdravotním postižením a zejména za práva neslyšících žen. Během své advokátské kariéry se zaměřila na genderovou rovnost. Je nadšenou iniciátorkou mezinárodních spoluprací a projektů s komunitami neslyšící po celém světě a také v rozvojových zemích Afriky, Střední Asie, jihovýchodní Asie, Latinské Ameriky, Balkánu a severozápadního Ruska.
Rovněž byla nápomocna při přípravě mezinárodních dokumentů o znakových jazycích mimo jiné v rámci Úmluvy o právech osob se zdravotním postižením. Je dlouhodobou poradkyní Organizace spojených národů a Světové federace neslyšících.
Od roku 2015 se cíleně věnovala shánění financí na aktivity zaměřené na posílení postavení neslyšících dívek a žen, prosazování jejich práv a přístupu ke vzdělání.
V roce 2019 získala cenu Her Ability Award.